# Ralph Evans (nghệ sĩ vĩ cầm)
Ralph Evans (sinh năm 1953) là một nghệ sĩ vĩ cầm người Mỹ, được biết đến với tư cách là nghệ sĩ vĩ cầm vị trí số 1 của tứ tấu Fine Arts.

## Tiểu sử
Ông sinh ra trong một gia đình thuộc những người tị nạn Do Thái từ Nga và Đức. Evans bắt đầu theo học âm nhạc khi mới 5 tuổi tại Học viện Âm nhạc Viên.
Ông tốt nghiệp xuất sắc Đại học Yale dưới sự dẫn dắt của Broadus Erle. Sau đó, ông nhận bằng tiến sĩ từ Yale vào năm 1980. Là người nhận được Giải thưởng Học giả Fulbright, ông tiếp tục công việc nghiên cứu học tập ở Châu Âu cùng với Szymon Goldberg và Nathan Milstein.

## Sự nghiệp
Sau khi giành giải cao nhất trong một số cuộc thi lớn của Mỹ bao gồm Cuộc thi của Hiệp hội Nghệ sĩ Hòa nhạc năm 1978 tại New York và Cuộc thi Nghệ sĩ Trẻ Quốc gia của Liên đoàn Âm nhạc Quốc gia năm 1981, ông tham gia các buổi hòa nhạc với tư cách là một nghệ sĩ độc tấu trên khắp Bắc Mỹ và Châu Âu.
Năm 1982, Evans giành được giải thưởng trong cuộc thi Quốc tế Tchaikovsky tại Moskva. Ông được giới thiệu ngắn gọn trong một bộ phim tài liệu dài về cuộc thi năm 1982 này. Trong phần thi của mình, các tác phẩm concerto cho vĩ cầm của Tchaikovsky và Concerto cho vĩ cầm số 2 (Bartók) do ông biểu diễn đã được quay phim.
Cuối năm 1982, Evans kế nhiệm Leonard Sorkin trở thành nghệ sĩ vĩ cầm số 1 của tam tấu Fine Arts, và ông đã lưu diễn rộng rãi với tam tấu này kể từ đó. Ông đã thu âm hơn 100 tác phẩm độc tấu và thính phòng.
Evans cũng đã nhận được sự công nhận cho đóng óp của mình với tư cách là một nhà soạn nhạc. Một tác phẩm do ông sáng tác đoạt giải "Nocturne" đã được trình diễn trên Đài truyền hình Công cộng Hoa Kỳ và bản thu âm "Tứ tấu số 1" của ông đã được Naxos phát hành vào năm 2008.
Từ năm 2017, ông là Giáo sư vĩ cầm và giáo sư nhạc thính phòng tại Trường Âm nhạc Mannes của The New School ở New York.

## Thu âm
- Danh sách thu âm của Ralph Evans